# حیدرآباد (کرارج)
حیدرآباد روستایی در دهستان کرارج بخش مرکزی شهرستان اصفهان استان اصفهان ایران است.

## جمعیت
بر پایه سرشماری عمومی نفوس و مسکن در سال ۱۳۹۵ جمعیت این روستا ۶۸۹ نفر (۱۹۸ خانوار) بوده‌است.